# 卡拉什-塞維林縣
卡拉什-塞維林縣（羅馬尼亞語：Județul Caraș-Severin）是羅馬尼亞西南部的一個縣。西南以多瑙河與塞爾維亞分開。面積8,514平方公里，人口333,219（2002年）。首府雷希察。
下設2市、6镇、69鄉。